# Setophaga virens
Setophaga virens là một loài chim trong họ Parulidae.